# 尼爾斯·艾崔奇
尼爾斯·艾崔奇（Niles Eldredge，1943年8月25日—）是一位美國古生物學家。

## 生平
曾經在1972年與史蒂芬·古爾德一同發表間斷平衡（punctuated equilibrium）理論。

## 外部連結
- Biographical Sketch at the American Museum of Natural History （页面存档备份，存于）
- VQR > Confessions of a Darwinist （页面存档备份，存于）
- www.nileseldredge.com （页面存档备份，存于）